# Conrad Bussow

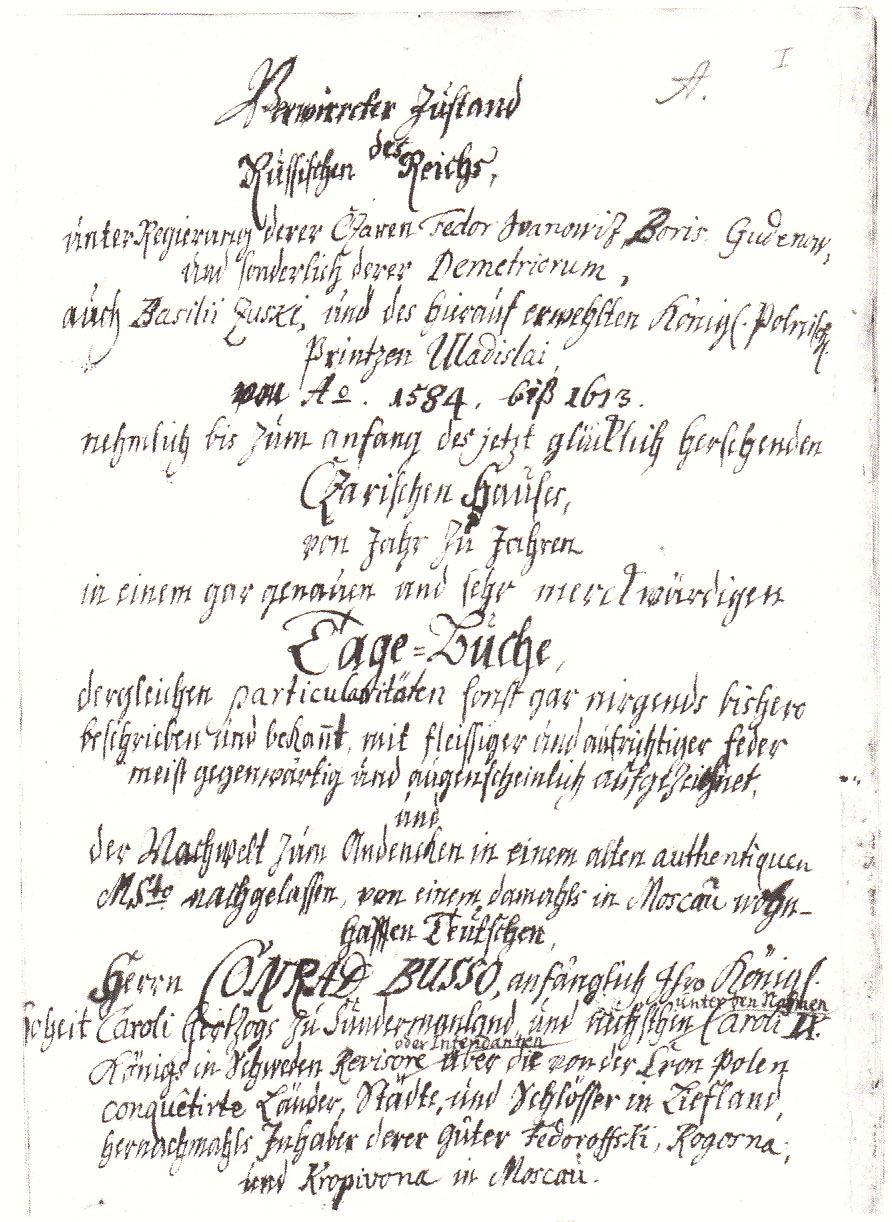
Titelblatt einer handschriftlichen Version der Moskowitischen Chronik (Codex Guelph 125.15 Extravagantes, Herzog August Bibliothek Wolfenbüttel).

Conrad Bussow (* 1552 oder 1553, vermutlich in Ilten bei Hannover; † 1617) war ein deutscher Offizier und Abenteurer und der Verfasser der Moskowitischen Chronik (Originaltitel: Verwirrter Zustand des russischen Reichs …), einer Chronik Russlands zur Zeit der Smuta (dt. Zeit der Wirren). Trotz ihrer mitunter nicht zuverlässigen Wiedergabe von Fakten gilt Bussows Moskowitische Chronik als eine der wichtigsten nicht-russischen Quellen für die Geschichte Russlands zwischen 1584 und 1613. 

## Leben
Über Bussows Herkunft ist nur wenig bekannt. Zumeist wird angenommen, dass er einer lutherischen Pastorenfamilie aus Ilten, südöstlich von Hannover (heute Stadtteil von Sehnde), entstammte. Die häufige Verwendung lateinischer Phrasen in seiner Chronik und die eingestreute Zitate aus den Werken des jüdischen Feldherrn und Geschichtsschreibers Josephus und des römischen Komödiendichters Plautus lassen darauf schließen, dass er gute Lateinkenntnisse besaß. 
Im Jahr 1569 verließ Bussow im Alter von 16 Jahren seine Heimat und trat in den Militärdienst ein. Aus der Zeit seiner frühen Militärkarriere ist bekannt, dass er zunächst in den Diensten des polnischen Königs Stephan Báthory stand. 
Später trat er in die Dienste des Herzogs Karl von Södermannland, dem späteren König Karl IX. von Schweden. In den 1590er-Jahren ging Bussow nach Riga, wo er vermutlich auch heiratete. Über seine Ehefrau ist nichts bekannt, allerdings hatte er zumindest zwei Kinder und erwähnt in seiner Chronik mehrfach verwandtschaftliche Beziehungen nach Livland. Auf der Titelseite seiner Chronik nennt er sich selbst „Caroli IX. Königs in Schweden Revisore oder Intendanten über die von der Cron Polen conquêtirte Länder, Städte, und Schlösser in Liefland“.
Glaubt man dem unter dem Namen „Petreius“ schreibenden schwedischen Diplomaten und Historiker Peer Peerson de Erlesunda (1570–1622), so war Bussow ab 1599 in Narva konspirativ für den russischen Zaren Boris Godunow tätig, dem er die Stadt im April 1601 übergab. Während eine Reihe seiner Mitverschwörer in der Folge hingerichtet wurden, floh Bussow nach Moskau an den Hof von Boris und wurde von diesem mit mehreren Ländereien belohnt.
Während der Smuta („Zeit der Wirren“) diente Bussow sowohl Boris Godunow als auch dem ersten Pseudo-Dimitri. Dessen Nachfolger als Zar, Wassili Schuiski, entließ ihn im Jahr seines Amtsantritts 1606 und erlaubte ihm den Rückzug auf seine Güter. Zur Zeit des Bolotnikow-Aufstandes – über den Bussow den detailliertesten zeitgenössischen Bericht ablieferte – lebte Bussow bei Kaluga südöstlich von Moskau. Bussows Sohn Conrad, der dem Rebellenführer Iwan Issajewitsch Bolotnikow diente, wurde nach dem Scheitern des Aufstandes zusammen mit anderen Deutschen nach Sibirien verbannt und kehrte nur kurze Zeit vor Bussows Tod von dort zurück.
Nach dem russischen Volksaufstand von 1611 kehrte Bussow in das von den Polen gehaltene Riga zurück, wo er eine Zeitlang bei den Verwandten seiner Frau lebte. Zusammen mit seinem Schwiegersohn Martin Beer bereitete Bussow entweder in Riga oder in Dünamünde (heute als Daugavgrīva ein Stadtteil von Riga) unter dem Titel Summarische Relatio die erste Fassung seiner Chronik vor, die er im Frühjahr 1612 beendete. Anschließend kehrte er in seine Heimat zurück.
Im November 1613 schickte er von Hannover aus das Manuskript seiner Chronik an Herzog Friedrich Ulrich von Braunschweig-Wolfenbüttel. Aus dem Begleitschreiben vom 28. November 1613 geht hervor, dass Bussow den Drucker nicht bezahlen konnte und sich mithin in einer finanziell angespannten Lage befand. Nachdem er von Friedrich Ulrich keine Antwort erhalten hatte, wandte Bussow sich in einem Bittbrief vom 3. Februar 1614 an dessen Kanzler Johannes Peparinus und bat darum „im fürstlichen Hause freien Tisch [zu] genießen“. Gleichzeitig schrieb er an einer zweiten Fassung seiner Chronik.
Während Bussow seinen Text überarbeitete, gelangte der Text der Urversion in die Hände von Petreius, der weite Teile daraus fast wörtlich und ohne Angabe des eigentlichen Urhebers in seine eigenen Veröffentlichungen zur russischen Geschichte übernahm und Bussow gleichzeitig als Verräter an der schwedischen Sache darstellte. 
Um 1617 hatte Bussow eine letzte Fassung seiner Chronik fertiggestellt und einen Drucker in Lübeck mit dem Druck beauftragt. Noch bevor das Werk in den Druck ging, starb Bussow jedoch, womit die Veröffentlichung seines Werkes unter eigenem Namen zu Lebzeiten nicht mehr zustande kam.

## BussowsMoskowitische Chronik

### Die Chronik als Quelle für dieZeit der Wirren
Bussows Chronik gilt als die „wertvollste ausländische Darstellung“ (Gottfried Sturm) der Zeit der Wirren. Dies liegt zum einen daran, dass die Chronik einen großen Zeitraum erfasst und zum anderen, dass Bussow von der Forschung aufgrund seines biographischen Hintergrundes insbesondere für die militärgeschichtlichen Aspekte der Darstellung als kompetenter Berichterstatter angesehen wird. Darüber hinaus war er nicht allein Augenzeuge, sondern scheint sich insbesondere in späteren Jahren häufig mitten im Geschehen befunden zu haben. So gibt er beispielsweise ein persönliches Gespräch mit Peter Basmanow, einem Militärkommandanten des ersten Pseudo-Dimitri wieder, hatte ein enges Verhältnis zu Prinz Adam Wisniowiecki und lebte während des Bolotnikow-Aufstandes in dem zeitweise als Hauptquartier der Aufständischen dienenden Kaluga, wo sein Haus als Treffpunkt der in Russland lebenden Deutschen diente.
Zahlen und Daten, mitunter auch Namen, gibt Bussow nicht immer zuverlässig wieder; insbesondere Zahlenangaben scheinen eher darauf angelegt zu sein, den Leser zu beeindrucken, als ihn zuverlässig zu informieren. Auch seine Kenntnisse der russischen Kultur halten einer modernen Überprüfung in Teilen nicht stand. So werden etwa seine Ausführungen zur russisch-orthodoxen Kirche von dem kanadischen Historiker G. Edward Orchard als „schlichtweg grotesk“ („utterly bizarre“) bezeichnet. Ein weiterer Kritikpunkt der Forschung betrifft Bussows negative Haltung gegenüber dem einfachen russischen Volk, das er in seiner Chronik mit einem geringschätzigen Unterton als „Herr Omnis“ bezeichnet. Während der Kriegshandlungen verübte Grausamkeiten hebt Bussow immer dann hervor, wenn sie vom einfachen Volk begangen wurden. Auffallend positiv dagegen steht Bussow seinen eigenen deutschen Landsleuten gegenüber, deren militärische Fähigkeiten und Zuverlässigkeit er lobt.

### Fassungen, Überlieferungsgeschichte und Rezeption
Zu Lebzeiten Bussows entstanden zwischen 1612 und 1617 insgesamt vier Fassungen der Chronik. Die Urfassung wurde von Bussow am 1. März 1612 abgeschlossen. Eine erste redaktionelle Bearbeitung wurde noch im selben Jahr von seinem Schwiegersohn Martin Beer vorgenommen. Eine zweite, auf der Urfassung basierende Überarbeitung aus dem Jahr 1613 stammt wieder von Bussow selbst. Eine auf dieser Fassung basierende letzte Überarbeitung nahm Bussow kurz vor seinem Tod im Jahr 1617 vor. 
Im Jahr 1817 gelangte der russische Staatsmann und Sammler Nikolai Petrowitsch Rumjanzew in den Besitz einer Kopie der Chronik aus dem Zweig der ersten redaktionellen Bearbeitung von Martin Beer. Als Vorlage diente eine handschriftliche Fassung, die sich noch heute als Codex Guelph 86 Extravagantes (auch Wolfenbüttel I) in der Wolfenbütteler Herzog August Bibliothek befindet. Diese Fassung, von der – ausgehend von Rumjanzew – lange angenommen wurde, dass Beer der Hauptautor sei, wurde von dem russischen Schriftsteller und Historiker Nikolai Michailowitsch Karamsin in den letzten drei Bänden seiner 1819 abgeschlossenen Geschichte des russischen Staates (История государства Российского) als zentrale Quelle für die Zeit der Wirren verwertet. Über den Umweg von Karamsins Darstellung bildete Bussows Chronik den Stoff für das 1825 entstandene Drama Boris Godunow von Alexander Puschkin. Puschkins literarische Verarbeitung wiederum wurde von Modest Mussorgski für sein 1874 uraufgeführtes und später von Nikolai Rimski-Korsakow überarbeitetes musikalisches Volksdrama Boris Godunow verwendet. Auf diese Weise entfaltete Bussows Chronik im 19. Jahrhundert auf künstlerischem Gebiet große Wirkung.
Neben der Handschrift Wolfenbüttel I existieren weitere in der Herzog August Bibliothek aufbewahrte Fassungen, darunter der Codex Guelph 125.15 Extravagantes (auch Wolfenbüttel II). Der Wolfenbütteler Jurist, Historiker und Archivar Christoph Schmidt (1803–1868), genannt Phisildeck, zitierte ausführlich aus ihm, allerdings unter der Bezeichnung Newe Zeitung aus Moscowiter Landt. Die Tatsache, dass er später den vollen Titel der Handschrift nennt, lässt – laut Orchard – keinen Zweifel zu, dass es sich dabei um den Codex Guelph 125.15 Extravagantes handelt.
Der zweite Handschriftenstrang fußt auf einer Dresdner Abschrift, die auf die zweite Redaktion von 1613 zurückgeht. Diese Handschrift – lange Zeit als maßgebliche Fassung eingeschätzt – wurde bei einem Luftangriff auf Dresden am 13. Februar 1945 vernichtet. Der am russischen Hof tätige deutsche Literaturforscher Friedrich von Adelung hatte in den frühen vierziger Jahren des 19. Jahrhunderts eine Abschrift von der Fassung aus dem Jahr 1613 anfertigen lassen und der russische Justizminister Wiktor Nikititsch Panin eine im Jahr 1851. Diese Kopien sind als Adelung- beziehungsweise Panin-Handschrift bekannt.
Bis zur Mitte des 19. Jahrhunderts galt unverändert Bussows Schwiegersohn Martin Beer als Urheber der Chronik. Die erste Edition, die Bussow als Autor aufführte, wurde im Jahr 1851 von Ernst Kunick in Sankt Petersburg veröffentlicht. Ab diesem Zeitpunkt galt Bussows Autorschaft allgemein als anerkannt. Der russische Historiker Sergei Michailowitsch Solowjow nannte in seiner in der zweiten Hälfte des 19. Jahrhunderts veröffentlichten Russischen Geschichte von den ältesten Zeiten korrekt Bussow als Autor der Chronik. Gleiches gilt für den Historiker Sergei Fjodorowitsch Platonow, dessen Studie zur Zeit der Wirren (engl. Notes on the History of the Troubles in the Muscovite State in the Sixteenth and Seventeenth Centuries) heute zu den Klassikern zum Thema gehört. 
Nahezu genau hundert Jahre nach dem Erscheinen der Edition Kunicks veröffentlichte der sowjetische Historiker Iwan Iwanowitsch Smirnow eine Arbeit über den Bolotnikow-Aufstand, bei der er sich maßgeblich auf Bussows Chronik stützte. In diesem Zusammenhang veröffentlichte er eine neue kritische Edition, die neben dem Text des Originals auch eine Übersetzung ins Russische enthielt. Diese Edition erschien im Jahr 1961 und stützte sich vor allem auf die Adelung-Handschrift, berücksichtigte daneben aber auch Varianten anderer Fassungen.
Im Jahr 1994 erschien eine von dem kanadischen Historiker George Edward Orchard bearbeitete Übersetzung der Chronik ins Englische. Orchard stützte sich dabei auf die russische Übersetzung Smirnows aus dem Jahr 1961 und zog zum Vergleich insbesondere die Handschrift Wolfenbüttel II heran, die er als die „authentischste“ ansah, da sie das letzte Fassung war, die zu Lebzeiten des Autors entstand.